# Teoria do desmaio
A teoria do desmaio é a hipótese de que Jesus de Nazaré não morreu na Cruz mas sobreviveu à sua crucificação . Ele teria entrado em coma profundo, o que teria feito todas as testemunhas acreditarem que ele estava morto.

## As respostas do Ahmadismo

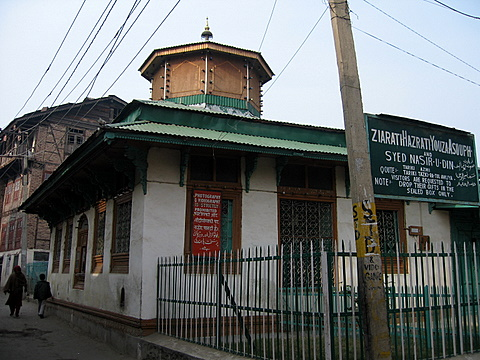
Roza Bal, o suposto túmulo de Jesus em Srinagar

## Jesus Cristo de Shingo

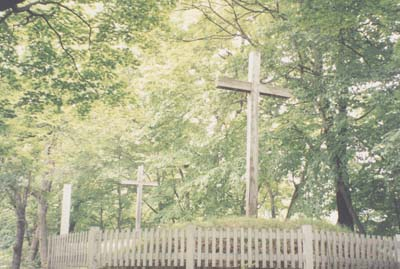
Tumbas de Shingo